# Tatarstan Airlines Flight 363
Tatarstan Airlines Flight 363 var et rutefly, som under indenrigsflyvning fra Moskva til Kazan i den russiske delrepublik Tatarstan den 17. november 2013 kl. 19.20 lokal tid (kl. 16.20 dansk tid) forulykkede i Kazan International Airport med 50 ombord, som alle omkom.
Boeing 737-53A-flyet var fra ibrugtagningen 1990 ejet af leasingselskabet AWAS og havde gennem årene indtil styrtet været leaset til i alt 7 forskellige selskaber. Fra slutningen af 2008 var det leaset af Tatarstan Airlines med registreringsnummeret VQ-BBN.

## Ulykken
Flight 363 lettede 17. november 2013 kl. 18.25 lokal tid fra Moskva-Domodedovo Lufthavnen med destination Kazan International Airport omkring 800 km øst for Moskva.
Efter en lille times flyvning ved indflyvning til Kazan International Airport valgte piloterne af afbryde landingsforsøget pga. ustabilitet og foretage en såkaldt go-around.
I 700 meters højde stallede flyet imidlertid og indledte et stejlt næsedyk, der ved nedslagstidspunktet udgjorde 70 grader og en hastighed på 448 km/t. Øjeblikket senere skete en stor eksplosion og 40 sek. senere endnu en. Et af lufthavnens overvågningskameraer filmede styrtet.
| Nationalitet   | Passagerer | Besætning | Totalt |
| -------------- | ---------- | --------- | ------ |
| Rusland        | 42         | 6         | 48     |
| Storbritannien | 1          | 0         | 1      |
| Ukraine        | 1          | 0         | 1      |
| Total          | 44         | 6         | 50     |

Der konstateredes hurtigt, at der ikke var overlevende. Blandt de omkomne var Irek Minnikhanov, søn af Tatarstans præsident Rustam Minnikhanov, og Aleksandr Antonov, som var leder af Tatarstans Føderale Sikkerhedstjeneste.

## Årsag
Den russiske havarikommission indledte en efterforskning, som konkluderede, at der tilsyneladende ikke var nogen tekniske fejl på flyet og årsagen til styrtet derfor må anses som værende pilotfejl pga. manglende træning af go-arounds. Piloterne havde ellers op til 15 års erfaring.
I begyndelsen af december 2013 anbefalede Ruslands føderale lufttransport agentur, at flyselskabets luftoperatørcertifikat (AOC) skulle tilbagekaldes. Annullationen annonceredes 31. december 2013, hvorefter Tatarstan Airlines' flyflåde blev overført til Ak Bars Aero.

## Eksterne links
- 50 dræbt i russisk flyulykke - DR 17. nov. 2013
- 50 mennesker er dræbt ved russisk flyulykke - Information 17. nov. 2013
- Præsidentsøn blandt ofre i russisk flyulykke - Berlingske 17. nov. 2013
- 50 dræbt ved flystyrt i Rusland - takeoff.dk 18. nov. 2013
- TV: Vilde optagelser af russisk flystyrt - Ekstrabladet 18. nov. 2013
- Russiske havarieksperter søger efter årsag til styrt - Politiken 18. nov. 2013
- "Боинг 737-500 VQ-BBN 17.11.2013 Arkiveret 13. oktober 2015 hos  Wayback Machine." Interstate Aviation Committee (RU, EN) (russisk)
- "Внимание!" () "Attention!" (Flight 363 passenger list).  Tatarstan Airlines. 17 November 2013. (russisk)
- Omtale af styrtet på Aviation Herald (engelsk)
- Omtale af styrtet på Aviation-safety.org Arkiveret 12. maj 2015 hos  Wayback Machine (engelsk)

55°36′24″N 49°16′54″Ø / 55.6067°N 49.2817°Ø